# Jim Palmer (giocatore di baseball)
James Alvin Palmer (New York, 15 ottobre 1945) è un ex giocatore di baseball statunitense che ha giocato nel ruolo di lanciatore per tutta la carriera con i Baltimore Orioles della Major League Baseball (MLB). È stato introdotto nella National Baseball Hall of Fame nel 1990.

## Carriera

### Anni sessanta
Palmer ottenne la prima vittoria nella MLB il 16 maggio 1965 contro gli Yankees quando entrò come lanciatore di rilievo. Batté il primo dei suoi tre fuoricampo in carriera nel quarto inning di quella stessa gara. La sua prima stagione si chiuse con un record di 5-4.
Nel 1966, Palmer fu inserito nella rotazione dei titolari. Baltimore vinse il pennant grazie alle prestazioni dell'MVP Frank Robinson che quell'anno conquistò la Triplo corona. Palmer vinse la sua ultima partita contro i Kansas City Athletics che diede alla squadra la certezza del pennant dell'American League. In gara 2 delle World Series 1966 al Dodger Stadium, divenne il più giovane lanciatore (20 anni, 11 mesi) a vincere una partita completa nelle World Series senza subire alcun punto, battendo i Los Angeles Dodgers campioni in carica per 6-0. Gli sfavoriti Orioles batterono 4-0 la squadra di Los Angeles che vedeva tra le sue file Sandy Koufax, Don Drysdale e Claude Osteen. 

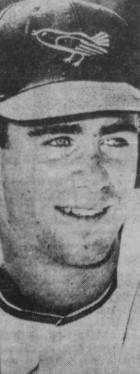
Palmer nel 1966

Durante le successive due stagioni, Palmer faticò a causa di infortuni alle braccia. Lanciò solamente in 49 inning nel 1967, venendo mandato nelle minor-league per la riabilitazione. L'anno seguente non fu protetto nel draft di espansione dei Kansas City Royals e i Seattle Pilots ma non fu selezionato.
Nel 1969, Palmer tornò in salute, facendo ritorno nella rotazione titolare degli Orioles che poteva contare su Dave McNally e Mike Cuellar. Il 13 agosto di quell'anno lanciò un no-hitter contro Oakland, solamente quattro giorni dopo essere stato tolto dalla lista infortunati. Finì l'annata con un record di 16–4, 123 strikeout e 2.34 di media PGL. I favoriti Orioles furono battuti nelle World Series 1969 dai New York Mets con Palmer che perse gara 3.

### Anni settanta
Gli Orioles vinsero due titoli nelle successive due stagioni. Nel 1970, Cuellar ebbe un record di 24–8, McNally 24–9 e Palmer 20–10; nel 1971, il trio ebbe record rispettivamente di 20–9, 21–5 and 20–9, a cui si aggiunse Pat Dobson con un bilancio di 20–8. Solo un'altra squadra nella storia della MLB, i Chicago White Sox del 1920, può vantare quattro lanciatori da 20 vittorie nella stessa stagione.
Palmer vinse 21 gare nel 1972 ed ebbe un record di 22–9 nel 1973, con una media PGL di 2.40, vincendo il suo primo Cy Young Award. Il suo successo si interruppe nel 1974, quando perse otto settimane per un infortunio al gomito. Palmer aveva perso 7 gare consecutive prima di venire inserito in lista infortunati il 20 giugno. Fece ritorno nel mese di agosto, terminando con un bilancio di 7–12.
Palmer tornò in salute nel 1975, vincendo 23 gare, 10 delle quali senza subire punti (concendendo solo 44 valide in quelle gare), guidando la American League con 2.09 di media PGL. Giocò 25 gare complete e guadagnò anche una salvezza, venendo premiato col suo secondo Cy Young Award. Lo conquistò nuovamente anche l'anno successivo (22–13 di record, 2.51 di media PGL), stagione in cui vinse anche il primo di quattro Guanti d'oro consecutivi. Nel 1977 e '78, Palmer vinse 20 e 21 gare. Dal 1970 al 1978, Palmer vinse almeno venti gare in ogni stagione ad eccezione di quella del 1974. Concluse il decennio come il lanciatore che vinse più gare in tutti gli anni settanta, 186.

### Anni ottanta
Nelle successive sei stagioni, Palmer fu rallentato da problemi al braccio e diversi infortuni minori. Malgrado ciò, portò la stabilità del suo ruolo di veterano nella batteria dei lanciatori degli Orioes. La sua ultima vittoria nella MLB fu degna di nota: lanciando come sostituto del titolare Mike Flanagan nella terza partita delle World Series, affrontò i competitivi battitori dei Phillies senza subire alcun punto e dando la vittoria agli Orioles in una gara equilibrata.
I 17 anni la sua prima vittoria nelle World Series, nel 1966, l'ultima, nel 1983, è il più lungo periodo per un giocatore della MLB nella finalissima. Diventò anche l'unico lanciatore nella storia della major league a vincere tre gare delle World Series in tre diversi decenni. Inoltre, è l'unico giocatore della storia degli Orioles ad avere disputato tutte le loro sei (1966, 1969, 1970, 1971, 1979, 1983) apparizioni alle World Series.
Palmer fu l'unico giocatore degli Orioles della squadra che vinse il titolo nel 1983 ad avere precedentemente vinto World Series. Si ritirò dopo essere stato svincolato durante la stagione 1984. Nel 1999 fu inserito da The Sporting News‍ al 64º posto nella classifica dei migliori cento giocatori di tutti i tempi. Nella storia della MLB, solo Roger Clemens, Randy Johnson e Greg Maddux hanno vinto più dei suoi tre Cy Young Award.

## Palmarès

### Club
- World Series: 3

Baltimore Orioles: 1966, 1970, 1983

### Individuale
- Cy Young Award: 3

1973, 1975, 1976
- MLB All-Star: 6

1970–1972, 1975, 1977, 1978
- Guanti d'oro: 4

1976–1979
- Leader dell'American League in vittorie: 3

1975–1977
- Leader dell'American League in media PGL: 2

1973, 1975
- Numero 22 ritirato dai Baltimore Orioles